# Adrenalize
Adrenalize är det femte albumet av rockbandet Def Leppard, släppt 1992.
Albumet var gruppens första efter gitarristen Steve Clarks bortgång 1991. Han ersattes så småningom av Vivian Campbell, som dock inte medverkar på albumet.

## Låtlista
1. "Let's Get Rocked" - 4:56
2. "Heaven Is" - 3:37
3. "Make Love Like a Man" - 4:13
4. "Tonight" - 4:03
5. "White Lightning" - 7:03
6. "Stand up (Kick Love into Motion)" - 4:31
7. "Personal Property" - 4:20
8. "Have You Ever Needed Someone So Bad" - 5:25
9. "I Wanna Touch U" - 3:38
10. "Tear It Down" - 3:38